# 송기 (전한)
송기(宋畸, ? ~ ?)는 전한 후기의 유학자이자 관료로, 자는 옹일(翁壹)이며, 동해군 사람이다. 《제논어》(齊論語)를 익혀 전수하였다.

## 행적
본시 원년(기원전 73년), 첨사(詹事) 송기는 선제 즉위에 힘쓴 공로로 관내후에 봉해지고 이듬해에 대홍려로 승진하였다.
본시 4년(기원전 70년), 좌풍익에 임명되었으나 곧 소부로 전임되었다.
원강 원년(기원전 65년), 팽성에서 봉황이 나타났으나, 장안에는 오지 않았다. 송기는 이를 두고 찬미할 만한 일이 못 된다고 하였고, 선제의 심기를 거슬러 사수태부로 좌천되었다.

## 출전
- 반고, 《한서》 권8 선제기·권19하 백관공경표 下·권68 곽광김일제전